# Kirchschlag in der Buckligen Welt
Kirchschlag in der Buckligen Welt ist eine Stadtgemeinde und ein Passionsspielort im Bezirk Wiener Neustadt in Niederösterreich mit 2767 Einwohnern (Stand 1. Jänner 2025).

## Geografie
Kirchschlag in der Buckligen Welt liegt im Industrieviertel in der südöstlichen Ecke von Niederösterreich. Die Fläche der Stadtgemeinde umfasst 57,96 km². 41,67 % der Fläche sind bewaldet.

### Gemeindegliederung
Das Gemeindegebiet umfasst folgende sieben Ortschaften (in Klammern Einwohnerzahl Stand 1. Jänner 2025):
- Aigen (442)
- Kirchschlag in der Buckligen Welt (1479)
- Lembach (262)
- Stang (260)
- Straß (29)
- Thomasdorf (19)
- Ungerbach (276)

Die Gemeinde besteht aus den Katastralgemeinden Aigen, Kirchschlag, Lembach, Stang und Ungerbach.
| Katastralgemeinden                                                                                | Ortschaften in der Gemeinde |
| ------------------------------------------------------------------------------------------------- | --- |
| Aigen (22,84 km²) Kirchschlag (9,35 km²) Lembach (8,47 km²) Stang (9,05 km²) Ungerbach (8,26 km²) | Aigen · Baumgarteneck (ZH) Gehring (R) Lebenhäuser (ZH) Mittereck (ZH) Oberaigen (ZH) Kirchschlag in der Buckligen Welt · Lehen (R) Lembach · Rehbauern (R) (R) Schlag (R) Wiedmanns (R) Stang · Grohdorf (R) Hofstatt (ZH) Obere Einschicht (ZH) St. Wolfgang (ZH) Straß (R) · Thomasdorf (R) · Ungerbach (D) · Habich (R) Steinmühle (R) Ungerbacher Höhe (R) Unterdorf (R) |
| Legende                                                                                           | |

| In der Spalte Katastralgemeinden sind sämtliche Katastralgemeinden einer Gemeinde angeführt. In der Klammer ist die jeweilige Fläche in km² angegeben. |
| In der Spalte Ortschaften sind sämtliche von der Statistik Austria erfassten Siedlungen, die auch eine eigene Ortschaftskennziffer aufweisen, angeführt. In der Hierarchieebene derselben Spalte, rechts eingerückt, werden nur Ansiedlungen, die mindestens aus mehreren Häusern bestehen, dargestellt. Die wichtigsten der verwendeten Abkürzungen sind: - M = Hauptort der Gemeinde - Stt = Stadtteil - R = Rotte - W = Weiler - D = Dorf - ZH = Zerstreute Häuser - Sdlg = Siedlung - Hgr = Häusergruppe - E = Einzelgehöft (nur wenn sie eine eigene Ortschaftskennziffer haben) Die komplette Liste der Statistik Austria ist in: Topographische Siedlungskennzeichnung nach STAT Zu beachten ist, dass manche Orte unterschiedliche Schreibweisen haben können. So können sich Katastralgemeinden anders schreiben als gleichnamige Ortschaften bzw. Gemeinden. Quelle: Statistik Austria – |

### Nachbargemeinden
| Lichtenegg              | Hollenthon                                  | Markt Sankt Martin (B)       |
| Krumbach Bad Schönau    | Kompassrose, die auf Nachbargemeinden zeigt | Weingraben (B) Draßmarkt (B) |
| Hochneukirchen-Gschaidt | Bernstein (B)                               | Pilgersdorf (B)              |

### Eingemeindungen
In den 1970er Jahren wurden im Zuge der Gemeinde- und Schulreform die bis dahin eigenständigen Gemeinden Aigen (1970), Lembach (1970), Stang (1971) und Ungerbach (1970) mit Kirchschlag zusammengelegt.

## Geschichte
Vor Christi Geburt war das Gebiet Teil des keltischen Königreiches Noricum und gehörte zur Umgebung der keltischen Höhensiedlung Burg auf dem Schwarzenbacher Burgberg, welche Hauptort für das gesamte Nord-Ost-Norikum war.
Später unter den Römern lag das heutige Kirchschlag dann in der Provinz Pannonia.
Die Stadt Kirchschlag in der Buckligen Welt war im Mittelalter und der Frühen Neuzeit aufgrund seiner Lage an der Ostgrenze des alten deutschen Reiches relativ stark befestigt. Bezeichnenderweise wird der Ort noch in Dokumenten des 18. Jahrhunderts als „Granizfeste“ bezeichnet.
Kirchschlag wird erstmals 1246 urkundlich genannt, als ein Gefolgsmann des ungarischen Königs Bela IV. „sub castro“ Kryslag den Tod fand. In der Folgezeit stand die Burg im Brennpunkt kriegerischer Auseinandersetzungen und die Besitzverhältnisse änderten sich häufig.
Im Jahre 1651 erbaute Hans Christoph III. von Puchheim am Kirchschlager Hauptplatz ein Herrenhaus (Hofhaus) im Stil der Renaissance. Nach seinem Tod 1657 kam Kirchschlag an den Grafen Nikolaus Pálffy, der über seine Mutter Eva Susanne von Puchheim Erbansprüche geltend machen konnte. Die Pálffy gehörten zu den wenigen Adelsgeschlechtern Ungarns, die dem Hause Habsburg stets die Treue hielten. Ihre weitaus größeren Besitzungen lagen allerdings in Ungarn, so dass ihr Interesse für die vereinigten Grundherrschaften Kirchschlag-Krumbach relativ gering war; dennoch behielten sie diese bis zur Aufhebung des Untertanenverhältnisses (1848).
Im Laufe seiner Geschichte wurde Kirchschlag oft von feindlichen Heeren heimgesucht, so z. B. 1250, 1254, 1271 und 1482 von den Ungarn, 1532 und 1683 von den Türken, 1605 von den Haiduken unter Stephan Bocskai, 1621 von den räuberischen Horden des Gábor Bethlen, 1703 von den Kuruzen, 1805 und 1809 von den Franzosen (Koalitionskriege) und 1921 von ungarischen Freischärlern.
An das Gefecht vom 5. September 1921, das im Zusammenhang mit der Besetzung des Burgenlandes von Ungarn her in den Ort eingedrungene Banden einer Kompanie des österreichischen Bundesheeres lieferten, erinnert heute noch ein Kriegerdenkmal bei der Zöbernbachbrücke nahe der Pfarrkirche. Bei diesem Gefecht waren zehn Soldaten des Bundesheeres und 21 ungarische Freischärler gefallen.
Gegen Ende des Zweiten Weltkrieges betrat die Rote Armee am Karfreitag 1945 in Kirchschlag erstmals altösterreichischen Boden.
Am 12. Dezember 2002 wurde die Marktgemeinde Kirchschlag zur Stadtgemeinde erhoben.

### Etymologie
Der Ortsname Kirchschlag lässt in der Stammsilbe „-schlag“ erkennen, dass es sich hier um ein noch ungerodetes Waldgebiet gehandelt hat, das erst geschlägert werden musste, während die Vorsilbe „Kirch-“ darauf hinweist, dass die Siedlung auf Initiative der Kirche, höchstwahrscheinlich des Stiftes Reichersberg, entstanden ist. Erste urkundliche Erwähnung: 1246/1255 als Castrum Kryslag.

### Bevölkerungsentwicklung
| Kirchschlag in der Buckligen Welt: Einwohnerzahlen von 1869 bis 2025 | Kirchschlag in der Buckligen Welt: Einwohnerzahlen von 1869 bis 2025 | Kirchschlag in der Buckligen Welt: Einwohnerzahlen von 1869 bis 2025 | Kirchschlag in der Buckligen Welt: Einwohnerzahlen von 1869 bis 2025 | Kirchschlag in der Buckligen Welt: Einwohnerzahlen von 1869 bis 2025 |
| -------------------------------------------------------------------- | -------------------------------------------------------------------- | -------------------------------------------------------------------- | -------------------------------------------------------------------- | -------------------------------------------------------------------- |
| Jahr                                                                 |                                                                      |                                                                      |                                                                      | Einwohner                                                            |
| 1869                                                                 | 1869                                                                 |                                                                      | 2.779                                                                | 2.779                                                                |
| 1880                                                                 | 1880                                                                 |                                                                      | 2.840                                                                | 2.840                                                                |
| 1890                                                                 | 1890                                                                 |                                                                      | 2.705                                                                | 2.705                                                                |
| 1900                                                                 | 1900                                                                 |                                                                      | 2.800                                                                | 2.800                                                                |
| 1910                                                                 | 1910                                                                 |                                                                      | 2.661                                                                | 2.661                                                                |
| 1923                                                                 | 1923                                                                 |                                                                      | 2.625                                                                | 2.625                                                                |
| 1934                                                                 | 1934                                                                 |                                                                      | 2.632                                                                | 2.632                                                                |
| 1939                                                                 | 1939                                                                 |                                                                      | 2.513                                                                | 2.513                                                                |
| 1951                                                                 | 1951                                                                 |                                                                      | 2.649                                                                | 2.649                                                                |
| 1961                                                                 | 1961                                                                 |                                                                      | 2.740                                                                | 2.740                                                                |
| 1971                                                                 | 1971                                                                 |                                                                      | 2.928                                                                | 2.928                                                                |
| 1981                                                                 | 1981                                                                 |                                                                      | 2.974                                                                | 2.974                                                                |
| 1991                                                                 | 1991                                                                 |                                                                      | 3.014                                                                | 3.014                                                                |
| 2001                                                                 | 2001                                                                 |                                                                      | 2.960                                                                | 2.960                                                                |
| 2011                                                                 | 2011                                                                 |                                                                      | 2.921                                                                | 2.921                                                                |
| 2021                                                                 | 2021                                                                 |                                                                      | 2.823                                                                | 2.823                                                                |
| 2025                                                                 | 2025                                                                 |                                                                      | 2.767                                                                | 2.767                                                                |
| Quelle(n): Statistik Austria, Gebietsstand 1.1.2021                  |                                                                      |                                                                      |                                                                      |                                                                      |

### Religion
Nach den Daten der Volkszählung 2001 sind 94,1 % der Einwohner römisch-katholisch und 1,0 % evangelisch. 1,5 % sind Muslime, 1,1 % gehören orthodoxen Kirchen an. 1,4 % der Bevölkerung haben kein religiöses Bekenntnis.

## Kultur und Sehenswürdigkeiten

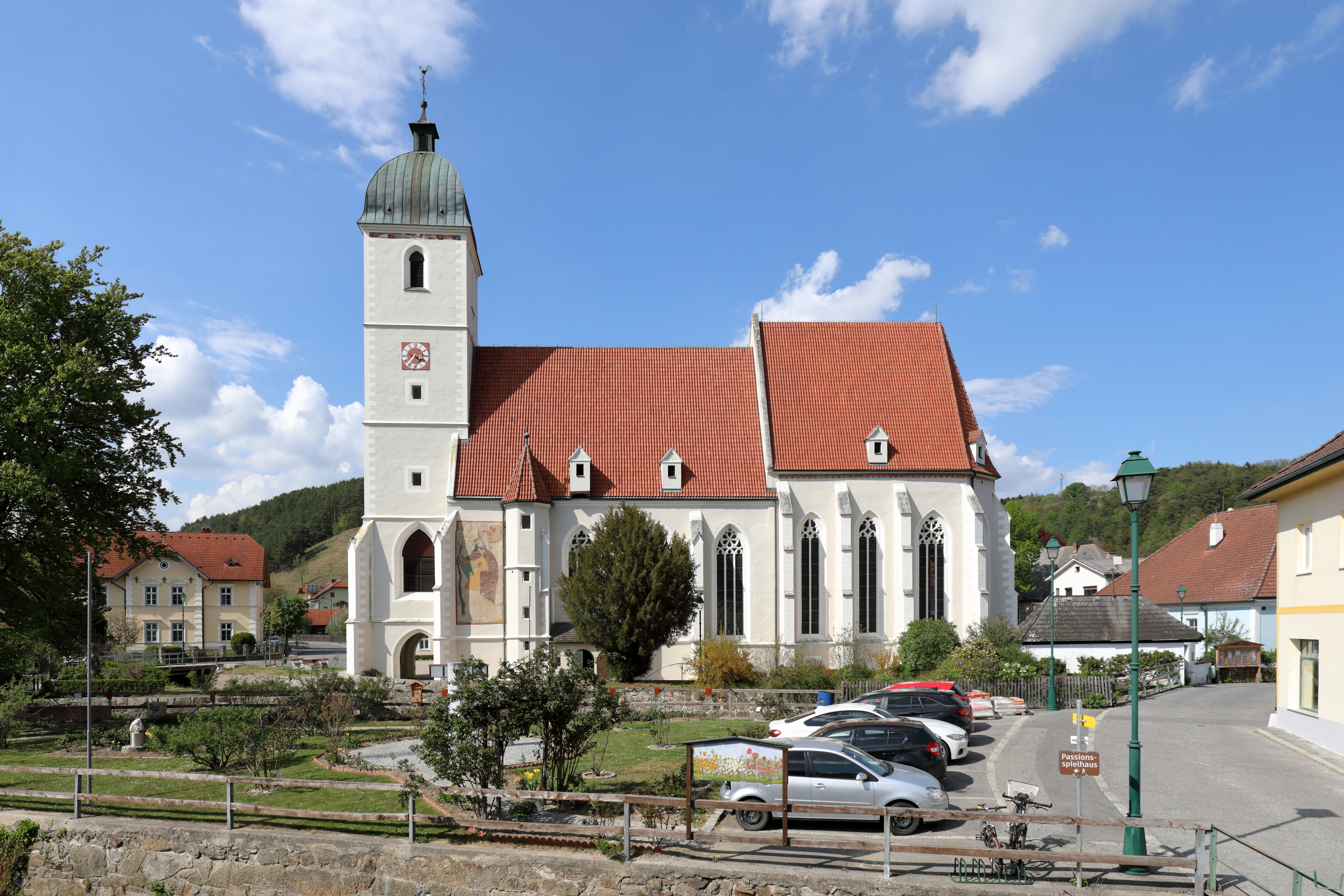
Pfarrkirche Kirchschlag in der Buckligen Welt

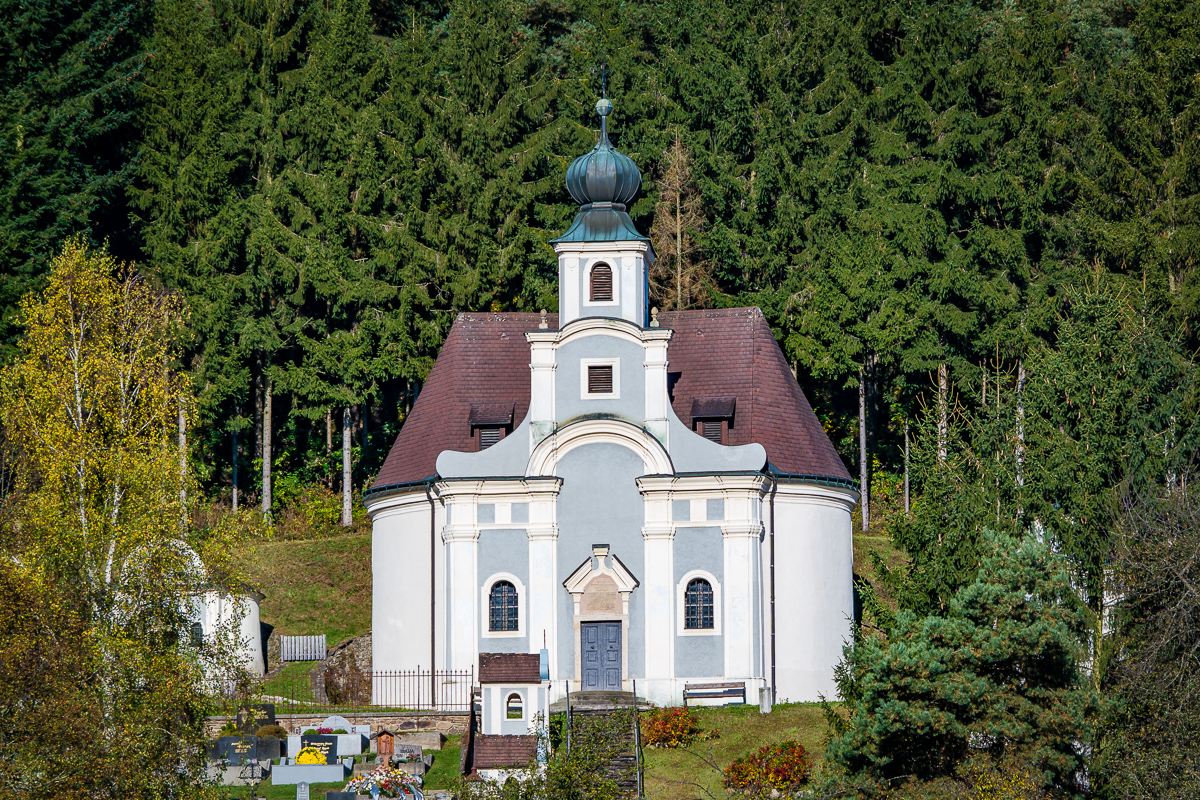
Kreuzwegkirche

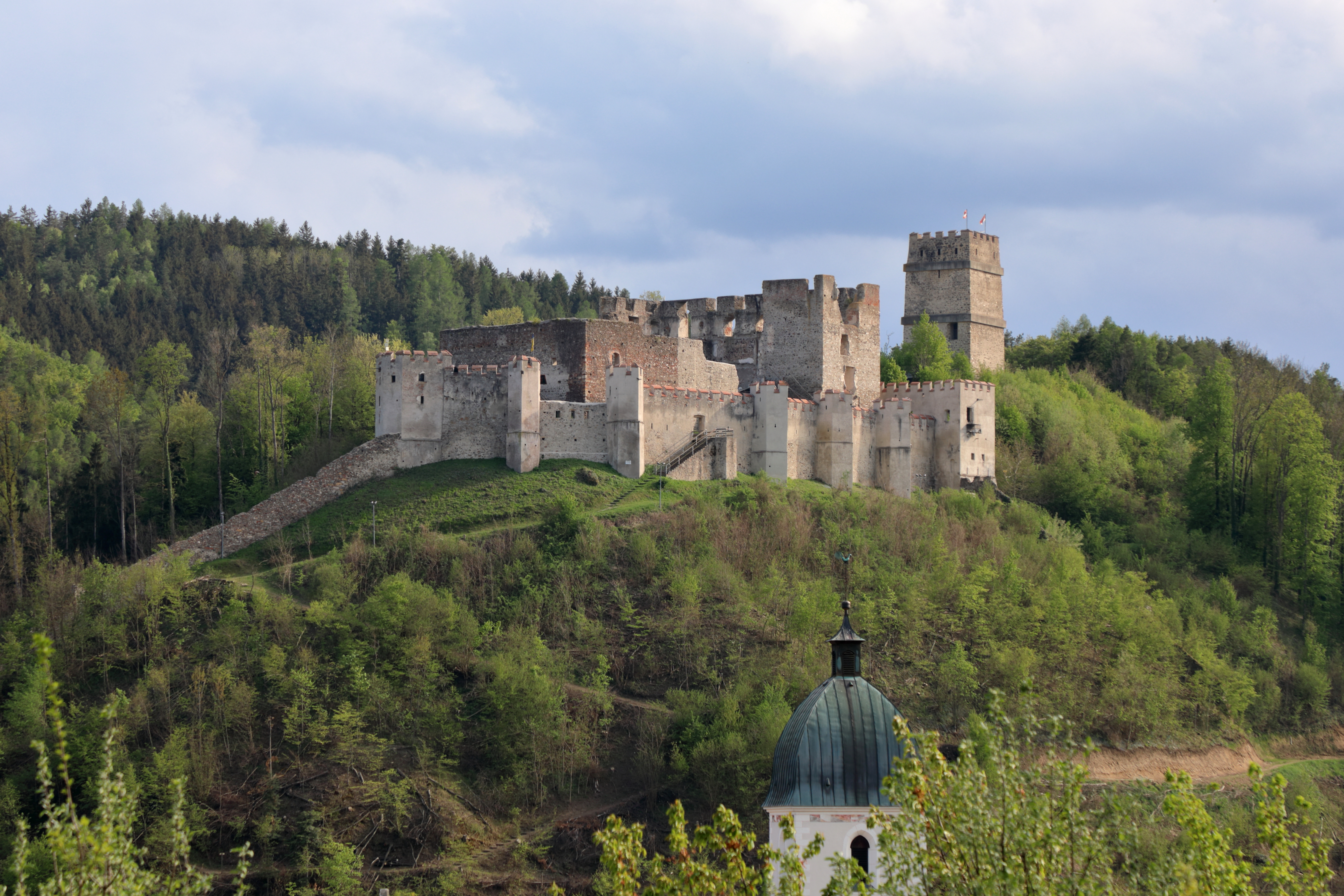
Burgruine Kirchschlag

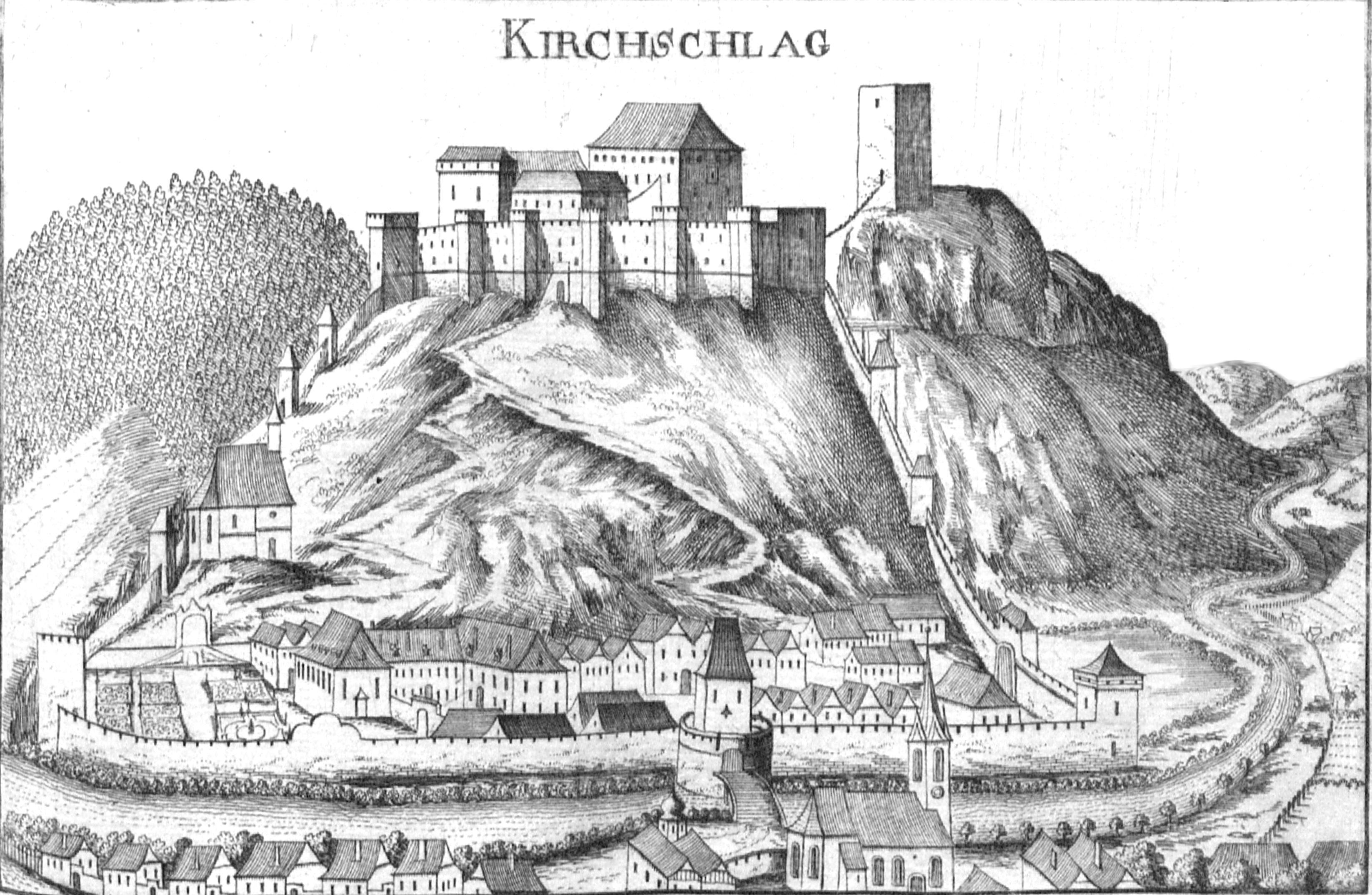
Kirchschlag im 17. Jahrhundert, Kupferstich von Georg Matthäus Vischer

### Bauwerke
- Burgruine Kirchschlag in der Buckligen Welt
- Katholische Pfarrkirche Kirchschlag in der Buckligen Welt hl. Johannes der Täufer: Nach einem Brand im Jahr 1459 wurde die dem hl. Johannes dem Täufer geweihte Pfarrkirche weitgehend in der heutigen Form in der zweiten Hälfte des 15. Jahrhunderts errichtet. Der vorgestellte Westturm stammt aus dem ersten Drittel des 16. Jahrhunderts. 1797 trug man die baufällige spätgotische Turmspitze ab und ersetzte sie durch eine barocke Blechhaube. Südseitig im ersten Joch des Langhauses befindet sich ein monumentales Wandgemälde des hl. Christophorus, das um 1500 entstand.
- Hofhaus mit Büstenwand von neun Habsburgern (heutiges Rathaus)
- Passionsspielhaus
- Kreuzweg (14 Stationskapellen)
- Filialkirche Hl. Markus in Lembach
- Filialkirche Hll. Rochus und Sebastian in Ungerbach
- Naturdenkmal Radegundenstein
- Stadtmuseum Kirchschlag

### Regelmäßige Veranstaltungen
- Passionsspiele (alle fünf Jahre, zuletzt 2015)
- Advent am Schlossberg
- Stadtfest
- Zeltfeste und Bälle der Vereine
- Moto Cross Staatsmeisterschaftslauf
- Abend in Schräglage
- Faschingsumzug am Faschingsdienstag
- Die Kapellmeister Josef Piribauer und Werner Hlavka gründeten 1971 die Marktkapelle Kirchschlag in der Buckligen Welt – heute Stadtkapelle Kirchschlag. Sie bestand aus 30 Männern und 4 Frauen.[2] Seit 1973 besteht eine musikalische Freundschaft mit der Stadtkapelle Kőszeg, und die Kapelle spielt jedes Jahr beim Weinlesefest Kőszeg.
- Im Rahmen des europäischen Wettbewerbes Entente Florale Europe wurde Kirchschlag 2010 mit einer Silbermedaille in der Kategorie Stadt ausgezeichnet.

### Sport
- Freibad
- Fußballplätze
- Tennisplätze
- Volleyballplatz
- Eislaufplatz
- Modellflugplatz
- umfangreiches Rad- und Wanderwegenetz
- Motocross-Strecke (MSC Kirchschlag)

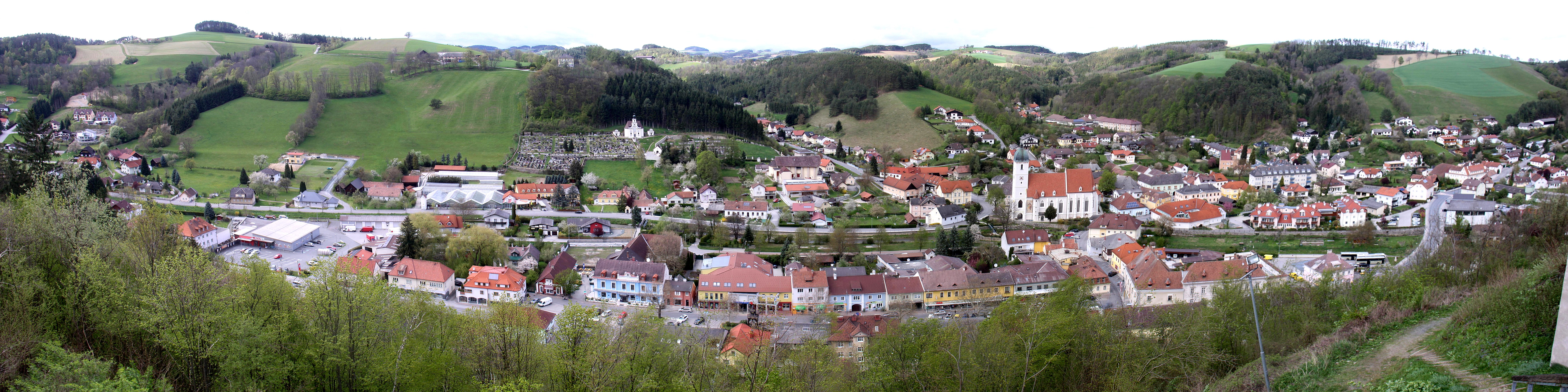
Panorama von Kirchschlag von der Burg aus gesehen. Im Vordergrund die Hauptstraße mit dem Hauptplatz.

- Modellautobahn
- USC Kirchschlag
- Pumptrack-Anlage
- Skaterpark
- Ostösterreichischer Grenzlandweg

## Wirtschaft und Infrastruktur
In der Großgemeinde Kirchschlag gibt es ca. 200 landwirtschaftliche Betriebe (davon ca. 80 im Nebenerwerb) und ca. 100 Klein- und Mittelbetriebe, welche für ca. 1000 Arbeitsplätze sorgen. Weiters gibt es: 2 praktische Ärzte, 1 Zahnarzt, 2 Tierärzte, 1 Gynäkologe, 1 Apotheke, 2 Banken, 2 Tankstellen und 14 Gastronomiebetriebe.

Kirchschlag und nördliche Umgebung um 1873 (Aufnahmeblatt der Landesaufnahme)

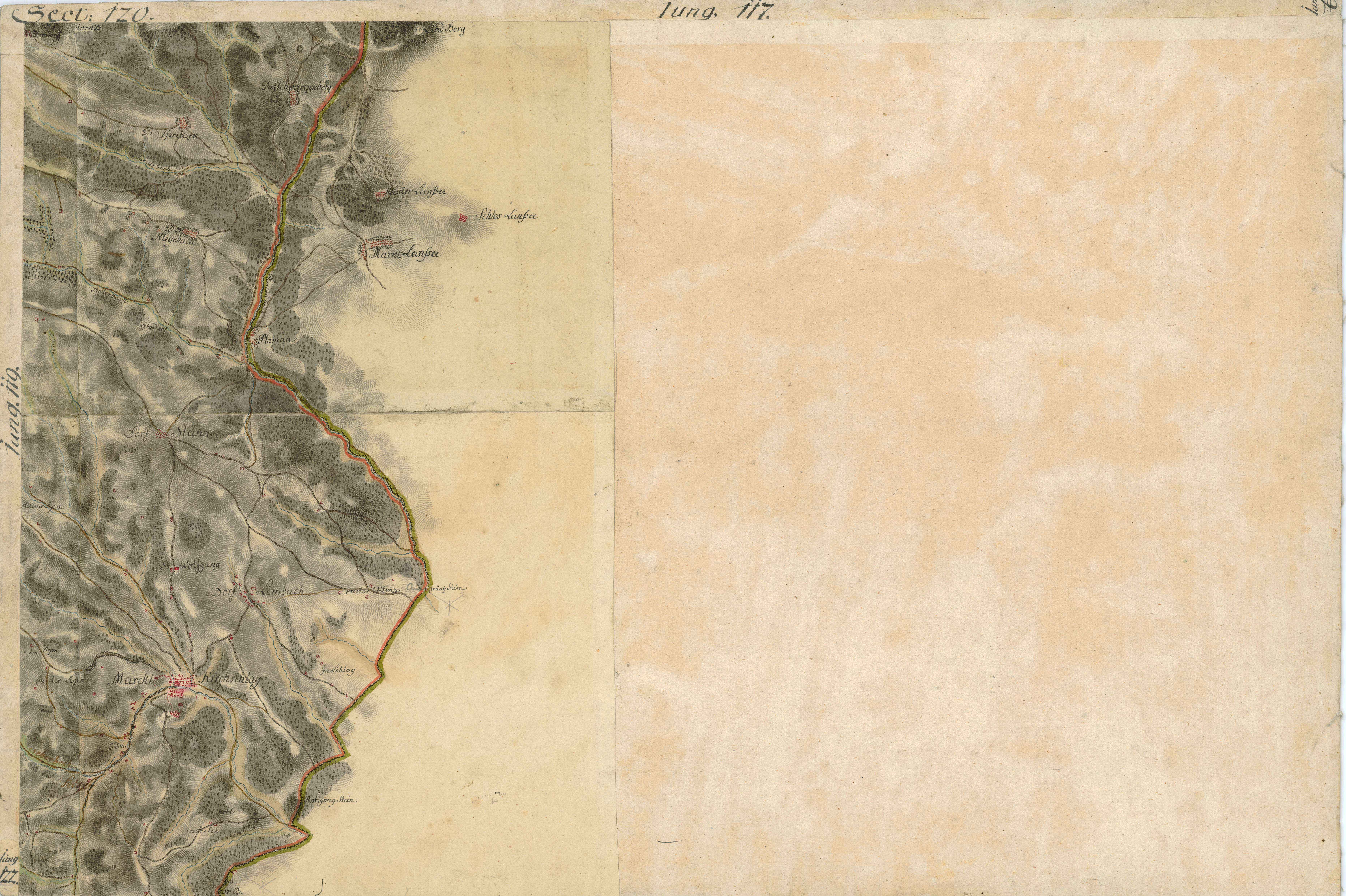
Kirchschlag an der Grenze zu Ungarn, um 1780 (Josephinische Landesaufnahme)

### Öffentliche Einrichtungen
- Postamt
- Katholische Kirchen
- Praktische Ärzte
- Zahnarzt
- Frauenarzt
- Tierärzte
- Bezirksstelle des Roten Kreuzes
- Freiwillige Feuerwehren

### Bildung
- NÖ Landeskindergarten Kirchschlag
- Volksschule Kirchschlag
- Neue Mittelschule Kirchschlag
- Polytechnische Schule
- Musikschulverband Bucklige Welt – Süd

## Politik

### Gemeinderat
Der Gemeinderat hat 21 Mitglieder.

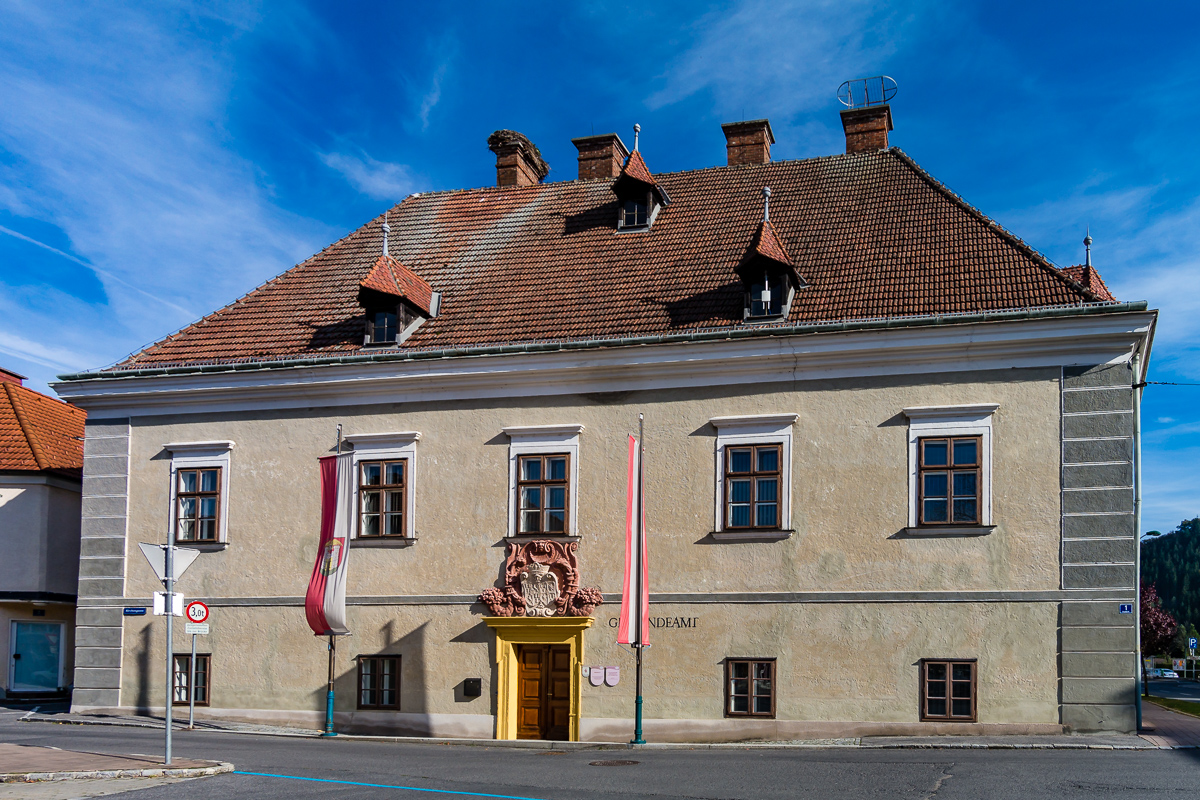
Rathaus (Hofhaus) in Kirchschlag

- Mit den Gemeinderatswahlen in Niederösterreich 1990 hatte der Gemeinderat folgende Verteilung: 18 ÖVP, 3 SPÖ, und 2 FPÖ. (23 Mitglieder)
- Mit den Gemeinderatswahlen in Niederösterreich 1995 hatte der Gemeinderat folgende Verteilung: 14 ÖVP, 5 Kirchschlager Bürgerliste, 3 SPÖ, und 1 FPÖ.[3]
- Mit den Gemeinderatswahlen in Niederösterreich 2000 hatte der Gemeinderat folgende Verteilung: 17 ÖVP, 3 SPÖ, 2 Kirchschlager Bürgerliste, und 1 FPÖ.[4] (23 Mitglieder)
- Mit den Gemeinderatswahlen in Niederösterreich 2005 hatte der Gemeinderat folgende Verteilung: 16 ÖVP, und 5 SPÖ.[5]
- Mit den Gemeinderatswahlen in Niederösterreich 2010 hatte der Gemeinderat folgende Verteilung: 15 ÖVP, 5 SPÖ, und 1 FPÖ.[6]
- Mit den Gemeinderatswahlen in Niederösterreich 2015 hatte der Gemeinderat folgende Verteilung: 16 ÖVP, 3 SPÖ, und 2 FPÖ.[7]
- Mit den Gemeinderatswahlen in Niederösterreich 2020 hatte der Gemeinderat folgende Verteilung: 18 ÖVP, 2 SPÖ und 1 FPÖ.[8]
- Mit den Gemeinderatswahlen in Niederösterreich 2025 hat der Gemeinderat folgende Verteilung: 17 ÖVP, 2 FPÖ und 2 SPÖ.[9]

### Bürgermeister

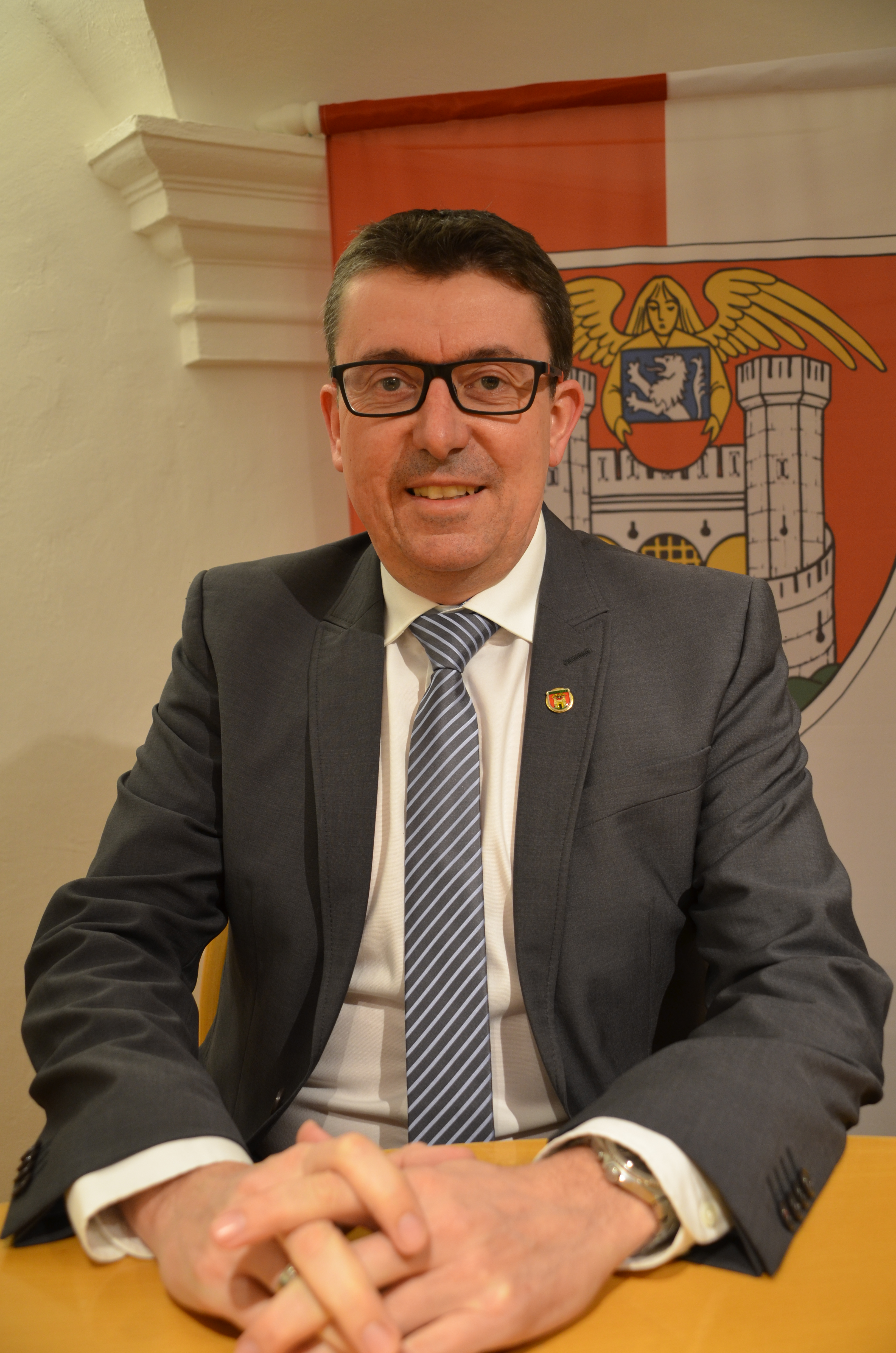
Bürgermeister Karl Kager

Bürgermeister seit 1945 waren:
Kirchschlag i. d. B. W.
- 1945 Karl Koglbauer
- 1945–1946 Karl Pichler
- 1946–1947 Franz Pichler
- 1947–1955 Josef Ungerböck
- 1955–1972 Karl Baueregger
- 1972–1985 Alois Dopler
- 1985–1999 Gottfried Schwarz
- 1999–2013 Franz Pichler-Holzer
- 2014–2023 Josef Freiler
- seit 2023 Karl Kager

Aigen
- bis 1945 Johann Riegler
- 1945–1947 Markus Pichler
- 1947–1948 Franz Pichlbauer
- 1948–1952 Josef Dorner
- 1952–1970 Josef Gremel
- 1970 Josef Freiler

Lembach
- 1945–1970 Rudolf Stocker

Stang
- 1945–1946 Michael Handler
- 1946–1960 Josef Handler
- 1960–1971 Franz Spatt

Ungerbach
- 1945–1948 Alois Heissenberger
- 1948–1952 Josef Hackel
- 1952–1955 Josef Beisteiner
- 1955–1966 Josef Hackel
- 1966–1970 Franz Konlechner

### Wappen
|  | Blasonierung: „Im roten Schild über grünem Erdreich eine gequaderte, zinnenbekrönte silberne Stadtmauer mit mächtiger Toranlage, geöffneten goldenen Torflügeln und hochgezogenem goldenen Fallgitter; die Toranlage flankiert von zwei ebenfalls mit Zinnen bekrönten silbernen Türmen, zwischen ihnen ein von Blau und Rot geteilter Schild, oben aus der Teilungslinie wachsend ein rechtsgewendeter aufsteigender silberner Löwe; der Schild gehalten von einem goldenen Engel, der seine Flügel über die beiden Türme ausbreitet.“ Das 1988 verliehene Kirchschlager Marktwappen geht auf ein Marktsiegel zurück, das ungefähr in der Mitte 15. Jahrhundert entstanden sein dürfte. Eine zeitgenössische Abbildung findet sich im Gewölbe der spätgotischen Kirchschlager Pfarrkirche (Wappenschlussstein im Chor, bezeichnet 1480). Das Wappen zeigt eine Ortsbefestigung mit mächtiger Toranlage und zwei Türmen, darüber ein Engel, der das Wappen der Herren von Pottendorf in Händen hält. Die Pottendorfer waren von Anfang des 14. Jahrhunderts bis zum Aussterben im Mannesstamm 1488 Inhaber von Schloss und Herrschaft Kirchschlag. Sie dürften das dem Wappen zugrunde liegende Siegel dem Markt als Amtssiegel verliehen haben. Kirchschlag spielte in den Ungarnkriegen des Spätmittelalters als Grenzfeste und später in der Zeit der Türkenkriege als Fluchtort eine wichtige Rolle. Die im Wappen dargestellte Befestigung mit der mächtigen, offen stehenden Toranlage wird dahingehend interpretiert, dass Kirchschlag als Grenzfestung und Fluchtort allen Bewohnern der Umgebung bei Feindesgefahr offenstand. Schützend breitet der Engel seine Flügel über den Markt und die in seinen Mauern Zuflucht suchenden Menschen. |

## Persönlichkeiten
- Ernst Zickero (1829–1897), studierte Medizin, Buch Kirchschlag und seine Denkwürdigkeiten, Träger des „Goldenen Verdienstkreuzes“
- Otto Pfeiffer (1850–1937), Kenner des Gartenbaues, Landschaftsbild-Maler, Obmann des Verschönerungsvereines
- Johann Ritter (1868–1937), Zeichner, Zeichnungen der Buckligen Welt, Marterl- und Grabkreuz-Schnitzereien
- Hans Hörler (1905–1969), Pädagoge, Landesschulinspektor und Autor
- Karl Baueregger (1919–1975), Uhrmachermeister und Politiker, 1955 bis 1970 Bürgermeister von Kirchschlag